# Marco Podeschi
Marco Podeschi (* 5. Februar 1969 in San Marino) ist ein Politiker aus San Marino, er ist seit dem 27. Dezember 2016 Bildungsminister von San Marino.

## Leben
Von 1989 bis 1995 absolvierte er ein Studium der Scienze Internazionali e Diplomatiche an der Universität Triest, das er mit der Promotion abschloss.
Von 1997 bis 1998 war er persönlicher Referent de Ministers für Bildung und Justiz Pier Marino Menicucci. Von 1999 bis 2001 war er bei der san-marinesischen Bank Istituto di Credito Sammarinese angestellt. im Anschluss leitete er bis 2002 die Pressestelle des Außenministeriums. Von 2002 bis 2005 war er bei der san-marinesischen Zentralbank beschäftigt. Danach bis 2006 persönlicher Referent von Informationsminister Giovanni Lonfernini. Podeschi kehrte für ein Jahr zur Zentralbank zurück, war von 2007 bis 2008 Coordinatore des Arbeitsministeriums und arbeitet seit 2008 wieder für die Zentralbank Von 2011 bis 2013 war er Sekretär der Stiftung Fodazione Banca Centrale.
Podeschi ist verheiratet und Vater von zwei Kindern, erlebt in Fiorentino.

## Politik und öffentliche Ämter
Podeschi begann seine politische Karriere beim Partito Democratico Cristiano Sammarinese (PDCS), dessen Jugendorganisation er von 1994 bis 1998 leitete. Von 1998 bis 2001 saß er für den PDCS im san-marinesische Parlament, dem Consiglio Grande e Generale. Er gehörte dem Außenausschuss (Commissione Consiliare Permanente Affari Esteri; emigrazione e immigrazione sicurezza e ordine pubblico informazione) und dem Ausschuss zur Untersuchung der Drogenabhängigkeit (Commissione Consiliare sul fenomeno tossicodipenza) an und war Mitglied im Parlamentsbüro (Ufficio di Segreteria Consiglio Grande e Generale).
Von 2002 bis 2005 gehörte Podeschi dem Verwaltungsrat der Sozialversicherung (Istituto Sicurezza Sociale) an, danach war er von 2005 bis 2008 Vizepräsident und anschließend bis 2010 Präsident des staatlichen Versorgungsunternehmens Azienda Autonoma di Stato per i Servizi Pubblici (AASS). 
Im Jahr 2007 gründete Podeschi gemeinsam mit anderen Christdemokraten die Democratici di Centro (DdC), deren Coordinatore er 2010 wurde. DdC schlossen sich 2011 mit dem Partito EuroPopolari per San Marino zur Unione per la Repubblica (UPR) zusammen. Podeschi war von 2011 bis 2013 Sprecher, 2014 Präsident und 2015 Fraktionsvorsitzender der UPR.
Von 2012 bis 2016 war Podeschi Parlamentsabgeordneter für die UPR. Er gehörte dem Außenausschuss und der Antimafiakommission (Commissione Consiliare sul Fenomeno delle Infiltrazioni della Criminalità Organizzata), sowie ab 2014 auch den Justizausschuss an.
Vor der Parlamentswahl 2016 schloss sich die UPR mit der Alleanza Popolare zur Repubblica Futura (RF) zusammen. RF trat bei der Wahl gemeinsam mit Civico 10 und Sinistra Socialista Democratica (SSD) als Koalition adesso.sm an. In der Stichwahl vom 4. Dezember erhielt adesso.sm die absolute Mehrheit. Podeschi wurde ins Parlament gewählt und Bildungsminister (Segretario di Stato per l’Istruzione, Cultura e Università, Ricerca, Informazione, Sport, Innovazione Tecnologica e Rapporti con l’A.A.A.S.) im am 27. Dezember gebildeten Kabinett.